# Microsoft Macro Assembler
Microsoft Macro Assembler, também conhecido como MASM, é um montador código fechado que suporta as arquiteturas IA-32 e x86-64 para MS-DOS e Microsoft Windows. Suporta uma grande gama de facilidades de macros e convenções pseudo alto nível. O MASM é uma das poucas ferramentas da Microsoft que podem criar programas 16 bits, 32 bits e possui uma versão de 64 bits.
Um exemplo notável de aplicação desenvolvida com MASM é o RollerCoaster Tycoon, que foi 99% escrito em assembly.